# Паломяки, Саша
Са́ша Па́ломяки (фин. Sasha Palomäki, род. 4 сентября 1991, Эспоо, Финляндия) — финский фигурист, выступавший в спортивных танцах на льду. В паре с российской фигуристкой Оксаной Климовой он является двукратным чемпионом Финляндии.

## Спортивная биография
Саша Паломяки начинал кататься с фигуристкой Ирис Вестерлунд (фин. Iris Westerlund, род. 1990). С лета 2007 года выступал в паре с Оксаной Климовой (род. 1992).
В паре с Климовой стал победителем юношеского чемпионата Финляндии по фигурному катанию 2008 года и взрослого чемпионата Финляндии по фигурному катанию 2009 года. В январе 2009 года пара Паломяки-Климова дебютировала на чемпионате Европы по фигурному катанию, где стала 22-й.
Паломяки и Климова выступали за хельсинкский спортивный клуб Helsingfors Skridskoklubb. Тренировались в Москве в школе Елены Анатольевны Чайковской. После сезона 2009/2010 дуэт распался.
Летом 2011 года появилась информация о том, что Паломяки начал тренироваться в паре с итальянкой Федерикой Теста, однако затем пара не сложилась.

## Спортивные результаты
(с Климовой)
| Сезоны                              | 2007—2008 | 2008—2009 | 2009—2010 |
| ----------------------------------- | --------- | --------- | --------- |
| Чемпионаты Европы                   |           | 22        | 24        |
| Чемпионаты мира среди юниоров       | 23        | 24        | 18        |
| Чемпионаты Финляндии                | 1J        | 1         | 1         |
| Золотой конёк Загреба               |           | 7         |           |
| Finlandia Trophy                    |           | 7         |           |
| Этапы юниорского Гран-при, Хорватия |           |           | 6         |
| Этапы юниорского Гран-при, Германия |           |           | 8         |
| Этапы юниорского Гран-при, Мексика  |           | 7         |           |
| Этапы юниорского Гран-при, Франция  |           | 11        |           |
| Мемориал Павла Романа               | 4         |           | 7         |

J = юниорский уровень
(с Вестерлунд)
| Сезоны               | 2006—2007 |
| -------------------- | --------- |
| Чемпионаты Финляндии | 3J        |

J = юниорский уровень

## После завершения спортивной карьеры
Осенью 2013 года участвовал в телепроекте «Танцы на льду со звёздами», его партнёршей была фотомодель Сара Ясмина Шафак, «Мисс Финляндия — 2012».

## Разное
- Хобби Саши Паломяки — музыка, компьютеры, автомобили[2].
- Слово palomäki может быть переведено с финского как «выжженный холм» (palo — пожар, выжженное место; mäki — холм, гора).